# Call of Duty: Modern Warfare II (відеогра, 2022)
Call of Duty: Modern Warfare II — відеогра в жанрі шутера від першої особи, розроблена Infinity Ward і видана Activision для Microsoft Windows, PlayStation 4, PlayStation 5, Xbox One та Xbox Series X/S у жовтні 2022 року. Вона є продовженням перезапуску 2019 року й дев'ятнадцятою основною частиною в серії Call of Duty. Сюжетна історія, що розгортається через три роки після подій перезапуску, оповідає про Оперативну групу 141 під командуванням капітан Джона Прайса, яка має протистояти різноманітним загрозам. Modern Warfare II отримала загалом схвальні відгуки від критиків. Вона мала комерційний успіх і побила кілька рекордів серії, в тому числі стала найшвидшою грою Call of Duty, яка принесла 1 мільярд доларів США доходу.

## Ігровий процес
Call of Duty: Modern Warfare II є відеогрою в жанрі шутера від першої особи. Гра має кілька нових багатокористувацьких режимів: «Вибивання», у якому дві команди намагаються захопити посилку, маючи обмежену кількість життів; і «Порятунок ув'язнених», у якому одна команда намагається врятувати заручників, у той час як інша має перешкоджати їй. Як і в першій частині, в Modern Warfare II немає режиму «Зомбі», але доступний вдосконалений кооперативний режим «Спецоперації».

## Синопсис
Modern Warfare II є продовженням перезапуску 2019 року і відбувається через три роки після того, як капітан Джон Прайс сформував елітну багатонаціональну контртерористичну Оперативну групу 141, до якої увійшли сам Прайс, сержант Кайл «Газ» Геррік, лейтенант Саймон «Гоуст» Райлі, сержант Джонні «Соуп» Мактавіш, голова відділення ЦРУ Кейт Ласвелл, а також новий член — Алехандро Варгас, полковник Сил спеціальних операцій Мексики. Після ракетного удару Сполучених Штатів, унаслідок якого загинув іноземний генерал, група викликається для стримування ситуації та запобігання подальшій ескалації, а також для боротьби з терористичною організацією Аль-Катала та наркокартелем, відомим як Лас-Аламас, виконуючи місії на Середньому Сході, у Європі, Мексиці та США.
Гоуст бере участь у операції з ліквідації іранського військового генерала Горбрані балістичною ракетою в Урзикстані, під час передачі зброї від росіян. Через півроку його помічник, майор Аль-Кудс Гассан Зійяні, починає спонсорувати терористичну організацію Аль-Катала з метою помститися американцям за смерть Горбрані. Кейт Ласвелл доповідає це генералу Шепарду і той відряджає загін до Аль-Мазри, де, можливо, ховається Гассан. Операцію очолюють Гоуст та Соуп. Під час цієї операції спецпризначенці впускають Гассана, але знаходять балістичну ракету американського виробництва. Дізнавшись це, Шепард наказує знайти і знищити ці ракети. Ласвелл теоретизує, що можливо про ракету можна знайти інформацію в Амстердамі, де зараз капітан Прайс і Газ вистежують Аль-Каталу. Під час обстеження човна Аль-Катали, Прайс виявляє, що організація співпрацює з наркокартелем Лас-Альмас. Газ знаходить зачіпку щодно наступного місця зустрічі з мексиканцями. Прайс, Газ та Ласвелл прибувають на місце зустрічі та дізнаються, що Лас-Альмас збирається переміщати майора Зійяні. Команда захоплює представника картелю.
Дізнавшись що Гассана будуть переміщати через кордон, Ласвелл просить полковника Алехандро Варгаса перехопити терориста. Він та його помічник Родольфо Парра переслідують його у Мексиці та США, але потрапляють у засідку. Гассан підпалює будинок та лишає Родольфо помирати. Той встигає помітити, що Зійяні щось везе через Атлантику. Полковник Варгас прибуває на допомогу і виводить Родольфо з будинку. Щоб зловити Гассана у Лас-Альмасі, генерал Шепард відряджає туди Гоуста та Соупа і приставляє до них у якості допомоги командира Філіпа Грейвза та його ПВК «Shadow Company», які залишаються на базі Лос-Вакерос — підрозділу полковника Варгаса. Спецпризначенці переслідують Гассана за підтримкою ПВК і врешті-решт захоплюють його. Під час евакуації, група потрапляє у засідку в Ольмеді. ПВК допомогає групі відбитися від людей картелю і загін евакуйовується. Під час допиту Гассана виявляється, що його вбивати не можна, тому що це спровокує війну з Іраном. Терориста довелося відпустити, але у його телефоні знаходять зачіпку щодо якоїсь інформації на іспанському узбережжі.
За цією зачіпкою Ласвелл, Прайс та Газ вирушають туди і знаходять завод-прикриття картелю. Прайс та Газ нейтралізують бійців і перевіряють завод та маяк, нічого там не знайшовши. Але раптом бойовики Аль-Катали беруть Ласвелл у полон. Її знаходять в Урзикстані. Капітан Прайс та Газ вирушають туди, заручившись підтримкою Ніколая(Ніка), та Фари Карім. Разом, вони визволяють Ласвелл з полону. Кейт каже їм, що в Іспанії були російські системи наведення, які зараз знаходяться на ракетах. А про місцезнаходження ракет знає Ель Сін Номбре — таємничий голова картелю Лас-Альмас, якого зараз вистежують Гоуст, Соуп, Грейвз та мексиканський спецзагін. Група оглядає пентхаус одного з лейтенантів картелю, де зібралися обговорити нещодавні події у Лас-Альмасі. Алехандро теоретизує, що Ель Сін Номбре може бути там. Грейвз пропонує виманити його надавши інформацію про те що сталося. Соуп вирішує проникнути до пентхаусу. Алехандро йде разом із ним.
Соупа хапають люди картелю і ведуть його до підвалу. Алехандро, замаскований під охоронця, радить Соупу казати лише правду, інакше його вб'ють. Хазяїн пентхаусу Дієго зустрічає Соупа і веде його на допит. Допит проводить персональна сікарія Ель Сін Номбре Валерія Гарза. Разом з Соупом вона допитує солдата мексиканської армії, частину якого скорумпував картель. Соуп розповідає Валерії, що під час транспортування Гассана у горах їм завадили бійці Fuerzas Especiales за підтримки ПВК «Shadow Company» з Філіпом Грейвзом на чолі. І зараз Грейвз шукає Ель Сін Номбре з метою дізнатися де знаходяться ракети, які картель транспортує. Це переконує Валерію і вона відпускає Соупа, страчуючи солдата. Вона йде до Ель Сін Номбре, а Соуп залишається в пентхаусі. МакТавіша зустрічає Алехандро і вони розробляють план дій. Діставшись до поверху на якому знаходиться Ель Сін Номбре, Соуп і Алехандро дізнаються, що Валерія і є Ель Сін Номбре. За підтримкою Грейвза її хапають і допитують. Виявилось, що Валерія і Алехандро служили в одному військовому формуванні, але в різних загонах. Валерія під час транспортування попереднього голови картеля Лас-Альмас, ліквідувала його та зайняла його місце як Ель Сін Номбре. Вона погоджується на співпрацю, натомість вимагаючи, щоб вони забиралися з Лас-Альмаса після закінчення операції.
За інформацією від Валерії Соуп, Гоуст, Алехандро та Грейвз з силами Shadow Company прибувають на нафтову платформу у Мексиканській затоці. Після зачистки платформи вони виявляють, що ракета готується до запуску. На кораблі, поруч із платформою, вони знаходять пульт керування і Соуп разом з Грейвзом перенаправляє ракету прямо на платформу замість Нового Орлеану. Ракета знищує платформу і загін повертається на базу. По прибутті на базу Грейвз(разом із Шепардом) зраджує ОТГ-141 і захоплює базу Лос-Вакерос. Виникає невеличка сутчика, у результаті якої Алехандро потрапляє у полон, а Соупу (що отримав поранення у плече) з Гоустом вдається втекти. У місті бійці Грейвза влаштовують різанину, вбиваючи усіх на своєму шляху. Соуп пробирається по місту до церкви, де об'єднується з Гоустом. Разом вони їдуть до таємничого сховку Алехандро (координати якого полковник дав Гоусту), де знаходять Родольфо. Вони вирішують врятувати полковника Варгаса і Лос-Вакерос з таємної в'язниці, куди їх запроторив Грейвз. Гоуст, Соуп і Родольфо проникають у в'язницю і звільняють полковника та його людей. До в'язниці надходить підкріплення Shadow Company, але за підтримкою капітана Прайса та Газа, загону вдається втекти.
Прайс розповідає про причини зради Шепарда і Грейвза. Кілька місяців тому ПВК Shadow Company з подачі Шепарда транспортувала балістичні ракети союзникам США. Але на конвой нападає російська ультранаціоналістична ПВК «Конні», яка захопила ракети і передала їх Гассану. Прайс зв'язується з Шепардом і той намагається пояснити ситуацію, але Прайс все відкидає і попереджає генерала, що як тільки він знайде ракети, то прийде по нього. Зібрана разом ОТГ-141 та Лос-Вакерос відбивають у Shadow Company власну базу, та вбивають командира Грейвза. Валерія каже Прайсу, що Гассан зараз у Чікаго. Її конвоюють спецпризначенці на чолі з Алехандро, а ОТГ прямує до Чикаго. У тамтешньому хмарочосі Прайс та Газ зачищають сили Аль-Катали, а Соуп переслідує Гассана та відбирає пульт керування ракетою. За допомогою Ласвелл, ракета детонує на пів шляху до своєї цілі — Капітолія. Коли Соуп ліквідовує сили Аль-Катали, Гассан застає його зненацька і приголомшує, готуючись скинути з будівлі. Але Гоуст рятує Соупа, вбивши Гассана точним пострілом у голову.
У барі Ласвелл розповідає членам ОТГ-141 про нову загрозу — російських ультранаціоналістів. Вона дає фото їх лідера на огляд членам групи, і Прайс ідентифікує його як Володимира Макарова. У цей час на літаку терористи отримують від Макарова повідомлення «Ані слова російською» і готуються захопити транспортний засіб.

## Розробка
Modern Warfare II розробляється студією Infinity Ward, яка працювала над першою частиною перезапуску, тоді як додаткову розробку виконують понад десять інших студій Activision. Певний час протягом розробки гра мала кодову назву Project Cortez — можливе посилання на полковника Фелікса Кортеса, антагоніста фільму «Пряма та очевидна загроза» (1994). У січні 2022 року було повідомлено, що проєкт перейшов на стадію альфа-тестування. Гра ґрунтується на оновленій версії рушія IW Engine, описаній як «найпросунутіша [версія] рушія, яку [розробники] коли-небудь використовували для Call of Duty». Розробники вдосконалили штучний інтелект у сюжетній кампанії та режимі «Спецоперації», додали фізику води й механіку плавання, а також переробили системи транспортних засобів і налаштування зброї. До команди розробників входять креативний, ігровий і наративний директори Патрік Келлі, Джек О'Гара та Джефф Негус відповідно, а також провідний сценарист Браян Блум.

## Маркетинг й випуск
Перші повідомлення щодо продовження перезапуску Call of Duty: Modern Warfare з'явилися у вересні 2021 року. У лютому 2022-го Activision підтвердила, що продовження Modern Warfare буде випущено пізніше цього ж року. Навесні були представлені назва й логотип, а також тизер-трейлер, у якому продемонстрували дизайн головних персонажів і зазначили 28 жовтня як дату випуску. У червні було випущено кінематографічний трейлер, показано кадри ігрового процесу й оголошено випуск для Microsoft Windows, PlayStation 4, PlayStation 5, Xbox One та Xbox Series X/S. Modern Warfare II стала першою грою з часів Call of Duty: WWII (2017), яка була випущена в цифровому магазині Steam.

### Видання
Версія Modern Warfare II для Windows отримає два видання — стандартне й «Vault», останнє з яких містить набори персонажів і зброї «Червона команда 141» та «Сіндер» відповідно, односезонний бойовий пропуск, бонуси у внутрішньоігровому магазині та «Пам'ятний набір Гоуста», який містить образи для цього персонажа і креслення зброї для використання в Modern Warfare і Call of Duty: Warzone. На відміну від попередніх частин серії, Modern Warfare II не має стандартного видання для консолей восьмого покоління, а лише спільне видання для всіх консолей на додаток до «Vault». Попереднє замовлення будь-якого видання дає ранній доступ до відкритого бета-тестування багатокористувацької гри.